# Chillón
Chillón là một đô thị thuộc Ciudad Real, Castile-La Mancha, Tây Ban Nha. Đô thị này có dân số là 2.272.

## Dân số
| 1991  | 1996  | 2001  | 2004  |
| ----- | ----- | ----- | ----- |
| 2.513 | 2.392 | 2.320 | 2.201 |